# Mohamed Kaboré
Mohamed Kaboré (Ouagadougou, 31 de dezembro de 1980) é um futebolista burquinense que atua como goleiro.

## Carreira
Mohamed Kaboré representou o elenco da Seleção Burquinense de Futebol no Campeonato Africano das Nações de 2002 e 2004.